# Walter Buresch
Walter Buresch (* 25. Juli 1860 in Hannover; † 22. November 1928 in Meran) war ein deutscher Verwaltungsjurist in der Provinz Posen. 

## Leben
Buresch war ein Sohn des kgl. hannoverschen Eisenbahndirektors und späteren großherzogl. oldenburgischen Eisenbahnpräsidenten Ernst Buresch. Er besuchte die Schule in Oldenburg (Oldb), die Klosterschule Ilfeld und schließlich das Gymnasium Antonianum Vechta, wo er 1882 die Reifeprüfung ablegte. 1882–1886 studierte er an der Christian-Albrechts-Universität zu Kiel, der Universität Leipzig und der Friedrich-Wilhelms-Universität Berlin Rechtswissenschaft. 1882 wurde er im Corps Holsatia recipiert. Zwischenzeitlich diente er als Einjährig-Freiwilliger im Infanterie-Regiment „Herzog von Holstein“ (Holsteinischen) Nr. 85 in Kiel, in dem er Hauptmann der Reserve wurde.
Nach der Referendarprüfung in Kiel (1886) wurde er im Juni 1886 an der Universität Jena zum Dr. iur. promoviert. Danach war er Gerichtsreferendar in Eckernförde und Kiel. Im Dreikaiserjahr wechselte er von der Rechtspflege in die innere Verwaltung des Königreichs Preußen. Als  Regierungsreferendar kam er zur Regierung in Gumbinnen. Nach der Großen Staatsprüfung am Kammergericht (1891) war er Regierungsassessor in Labiau und Königsberg i. Pr. 1893/94 war er für eine Weltreise beurlaubt. Nach fünf Jahren in Magdeburg wurde er Landrat im Kreis Filehne (1899) und im Kreis Hohensalza (1902). Er erwarb im Juli 1904 ein Rittergut bei Ostrowo und saß im Provinziallandtag (Preußen). Im Ersten Weltkrieg wurde er nach Errichtung der Zivilverwaltung Kaiserlicher Zivilkommissar beim Ober Ost für mehrere Kreise im besetzten russisch-polnischen Gebiet, später Kreischef für die Kreise Nieszawa und Włocławek. 1917 wurde er zum Geh. Regierungsrat ernannt. Im Juni 1917 wurde er wieder Landrat in Hohensalza. Nach der Abtretung des Gebiets enthoben die Polen ihn seines Amtes. Seines Gutes verlustig gegangen und beamtenrechtlich zur Disposition gestellt, übersiedelte er 1921 nach Meran, wo er mit 68 Jahren starb.

## Ehrungen
- Eisernes Kreuz 2. Klasse
- Roter Adlerorden IV. Kl.
- Königlicher Kronen-Orden (Preußen) III. Kl.
- Friedrich-August-Kreuz II. Kl.